# Mālīcheh
Mālīcheh (persiska: ماليچه) är en ort i Iran.   Den ligger i provinsen Lorestan, i den centrala delen av landet, 300 km sydväst om huvudstaden Teheran. Mālīcheh ligger 1 910 meter över havet och antalet invånare är 402.
Terrängen runt Mālīcheh är kuperad västerut, men österut är den platt. Mālīcheh ligger nere i en dal.Runt Mālīcheh är det ganska glesbefolkat, med 48 invånare per kvadratkilometer. Närmaste större samhälle är Hendūdūr, 19,2 km nordväst om Mālīcheh. Trakten runt Mālīcheh består i huvudsak av gräsmarker.